# Rasz al-Ajn
Rasz al-Ajn (arabul: رأس العين, Ra's al 'Ayn, kurdul: Serêkanî) város Szíriában, Haszaka kormányzóságban, a róla elnevezett kerületben.

## Földrajzi elhelyezkedése

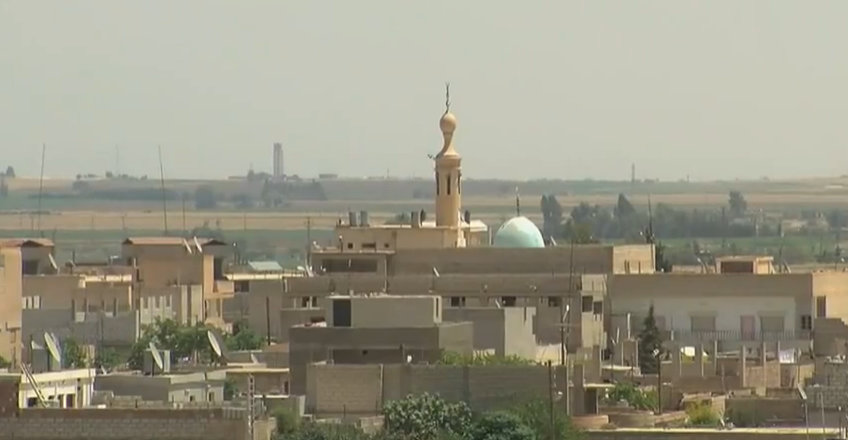
Rasz al-Ajn

Rasz al-Ajn Szíria északi részén, a török határ szomszédságában található, Ceylanpınar török várossal szemben, 360 m tengerszint feletti magasságon, Haszakától 84 km-re északnyugatra, Damaszkusztól 705 km-re északkeletre.

## Története
A település vidéke már az őskorban lakott volt. Az Újasszír Birodalom uralma idején a jelenlegi város déli részén helyezkedett el Sikan városa, itt került elő a jelenleg ismert legrégibb arámi nyelvű felirat, mely a régészek becslése szerint i.e. 850 körülről származhat.
Később, a Római Birodalom uralma idején Resaina és Ayn Warda formában fordult elő a neve, majd I. Theodosius tiszteletére az 5. század elején a Theodosiopolis nevet kapta. 578-ban és 580-ban a Szászánida Birodalom hadserege pusztította el, majd 640-ben arab uralom alá került. A bizánciak 942-ben visszafoglalták, de még ugyanabban az évben kénytelenek voltak visszavonulni. Később, a keresztes hadjáratok idején I. Joscelin edesszai gróf próbálta meg elfoglalni, sikertelenül. Végül a 14. század végén Timur Lenk mongol vezér csapatai pusztították el, a város többé nem volt képes visszanyerni azelőtti befolyását.
A 15. század elejétől 1920-ig a város az Oszmán Birodalom részét képezte, majd francia mandátumterület lett. 1944-ben a frissen függetlenedő Szíria részévé vált.
A szíriai polgárháború idején súlyos harcok színhelyévé vált a település. 2012 novemberében az SZSZH és a kurd YPG milícia intézett támadást a szíriai hadsereg itt állomásozó egységei ellen. A harcok során december elejére a kurd fegyveresek szállták meg a város nagy részét, kiváltva ezzel a formálisan szövetséges SZSZH és a vele szövetséges arab iszlamista szervezetek, elsősorban az Al-Nuszra Front és a Guraba as-Sám támadását. Az SZSZH parancsnoka, Rijád el-Aszad a Kurd Nemzeti Tanáccsal karöltve megpróbálta elérni a harcok beszüntetését a szembenálló felek között, ezen erőfeszítések eredményeként 2013 januárjában fegyverszünet lépett életbe a két fél között, melyet azonban az iszlamisták rövid idő múlva megszegtek. Végül február közepén újabb fegyverszüneti egyezmény megkötésére került sor.